# 佩雷多
佩雷多是葡萄牙布拉干萨区的一个堂区。总面积21.91平方公里，总人口366人，人口密度16.7人/平方公里。